# Phenomenal (chanson)
Ne doit pas être confondu avec Phénoménal.
Singles de Eminem
Detroit vs. Everybody
(2014) Kings Never Die
(2015)
Phenomenal est une chanson du rappeur américain Eminem sortie en 2015. C'est le premier single extrait de la bande originale du film La Rage au ventre (Southpaw).

## Historique
En décembre 2010, DreamWorks acquiert les droits d'un scénario écrit par Kurt Sutter et envisage le rappeur américain Eminem pour le rôle principal, quelques années après le film 8 Mile (2002). Kurt Sutter déclare avoir écrit son script en s'inspirant de la vie personnelle d'Eminem et après avoir rencontré certaines personnes de son entourage. Le scénariste décide d'utiliser une analogie avec la boxe pour retranscrire la vie du rappeur. Cependant, en novembre 2013, il est annoncé  que Jake Gyllenhaal tiendra dans le rôle principal, en remplacement d'Eminem qui s'est finalement désisté.
Bien qu'ayant délaissé le rôle principal du film, Eminem produit finalement la bande originale (via son label Shady Records) et interprète notamment ce premier single, Phenomenal,. Le titre sort en single sur iTunes le 2 juin 2015.

## Clip
Le clip de la chanson est publié en exclusivité sur Apple Music le 3 juillet 2015. Dans la vidéo il y a deux placements de produits de la firme, une Apple Watch et un iPhone 6.
Le clip dure 7 minutes et a été tourné à Los Angeles. En plus d'Eminem, on peut y retrouver John Malkovich, Dr. Dre et Randall Park.

## Classements
| Pays - classements (2015)      | Meilleure position |
| ------------------------------ | ------------------ |
| Australie (ARIA)               | 81                 |
| Canada (Hot 100)               | 61                 |
| Royaume-Uni (UK Singles Chart) | 57                 |
| États-Unis (Hot 100)           | 47                 |
| États-Unis (R&B/Hip-Hop Songs) | 14                 |
| États-Unis (Rap Songs)         | 9                  |